# Buttle socken
Buttle socken ingick i Gotlands norra härad, ingår sedan 1971 i Gotlands kommun och motsvarar från 2016 Buttle distrikt.
Socknens areal är 31,07 kvadratkilometer allt land. År 2020 fanns här 104 invånare. Sockenkyrkan Buttle kyrka ligger i socknen. 

## Administrativ historik
Buttle socken har medeltida ursprung. Socknen tillhörde Halla ting som i sin tur ingick i Kräklinge setting i Medeltredingen.
Vid kommunreformen 1862 övergick socknens ansvar för de kyrkliga frågorna till Buttle församling och för de borgerliga frågorna bildades Buttle landskommun. Landskommunen inkorporerades 1952 i Romaklosters landskommun och ingår sedan 1971 i Gotlands kommun. Församlingen uppgick 2006 i Vänge församling.
1 januari 2016 inrättades distriktet Buttle, med samma omfattning som församlingen hade 1999/2000.  
Socknen har tillhört samma fögderier och domsagor som Gotlands norra härad. De indelta båtsmännen tillhörde Gotlands första båtsmanskompani.

## Geografi

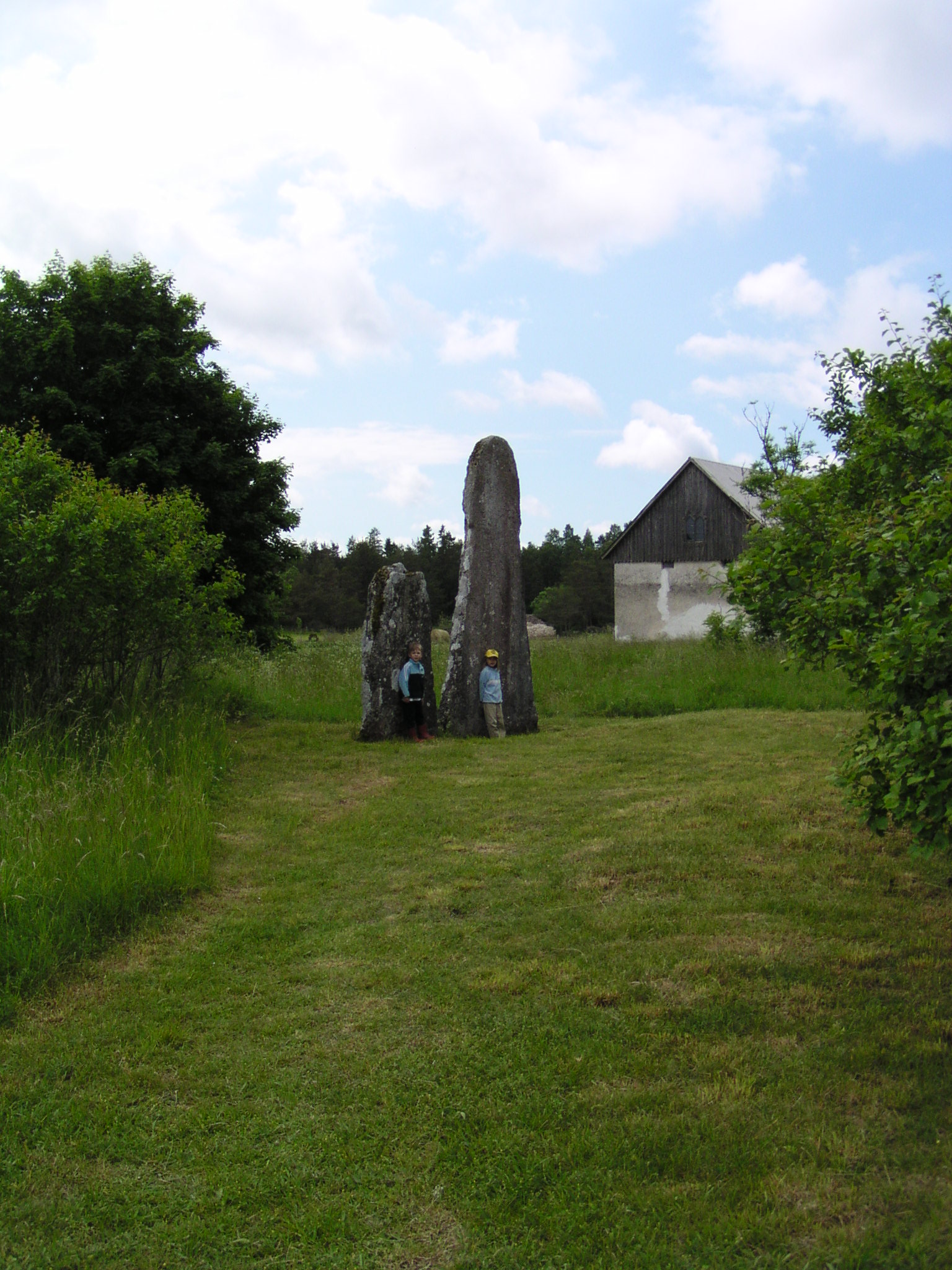
Buttle Änge.

Buttle socken ligger i mitten av Gotland. Socknen består mest av skogsmark.

### Gårdsnamn
Altaime, Annexen, Buttlegårde, Hägsarve, Nygårds, Velinge Lilla, Velinge Stora, Änge, Österby.

## Fornlämningar
Kända från socknen är gravrösen från bronsåldern samt från järnåldern gravfält, stensträngar, bildstenar, sliprännor i fast häll och i block och en fornborg. En runristning är känd.

## Namnet
Namnet (1300-talet Butlum) kommer troligen från en gård och har oklar tolkning.

## Befolkningsutveckling
| Befolkningsutvecklingen i Buttle socken 1780–2020 | Befolkningsutvecklingen i Buttle socken 1780–2020 | Befolkningsutvecklingen i Buttle socken 1780–2020 | Befolkningsutvecklingen i Buttle socken 1780–2020 | Befolkningsutvecklingen i Buttle socken 1780–2020 |
| --- | ------------------------------------------------- | ------------------------------------------------- | ------------------------------------------------- | ------------------------------------------------- |
| |                                                   |                                                   |                                                   |                                                   |
| År |                                                   |                                                   | Folkmängd                                         |                                                   |
| 1780 | 1780                                              |                                                   | 182                                               |                                                   |
| 1790 | 1790                                              |                                                   | 168                                               |                                                   |
| 1800 | 1800                                              |                                                   | 169                                               |                                                   |
| 1810 | 1810                                              |                                                   | 165                                               |                                                   |
| 1820 | 1820                                              |                                                   | 203                                               |                                                   |
| 1830 | 1830                                              |                                                   | 227                                               |                                                   |
| 1840 | 1840                                              |                                                   | 220                                               |                                                   |
| 1850 | 1850                                              |                                                   | 249                                               |                                                   |
| 1860 | 1860                                              |                                                   | 277                                               |                                                   |
| 1870 | 1870                                              |                                                   | 338                                               |                                                   |
| 1880 | 1880                                              |                                                   | 373                                               |                                                   |
| 1890 | 1890                                              |                                                   | 348                                               |                                                   |
| 1900 | 1900                                              |                                                   | 368                                               |                                                   |
| 1910 | 1910                                              |                                                   | 354                                               |                                                   |
| 1920 | 1920                                              |                                                   | 326                                               |                                                   |
| 1930 | 1930                                              |                                                   | 329                                               |                                                   |
| 1940 | 1940                                              |                                                   | 302                                               |                                                   |
| 1950 | 1950                                              |                                                   | 277                                               |                                                   |
| 1960 | 1960                                              |                                                   | 210                                               |                                                   |
| 1970 | 1970                                              |                                                   | 171                                               |                                                   |
| 1980 | 1980                                              |                                                   | 153                                               |                                                   |
| 1990 | 1990                                              |                                                   | 141                                               |                                                   |
| 2000 | 2000                                              |                                                   | 132                                               |                                                   |
| 2010 | 2010                                              |                                                   | 116                                               |                                                   |
| 2020 | 2020                                              |                                                   | 104                                               |                                                   |
| Anm: Källor: Umeå universitet - Tabellverket 1749-1859, Demografiska databasen, CEDAR, Umeå universitet, Befolkningsutvecklingen i Gotlands socknar 2000 - 2010, Folkmängden per distrikt, landskap, landsdel eller riket efter kön. År 2015 - 2022. |                                                   |                                                   |                                                   |                                                   |

## Övrigt
Gotlands alla tiders lägsta och högsta temperaturer, -32.8° samt 35.2°, har avlästs i Buttle.
Författaren Annika Bryn utgav 2006 deckaren Morden i Buttle, som utspelas bland annat i socknen, i både nutid och historisk tid.

### Fotnoter
1. 1 2  Svensk Uppslagsbok andra upplagan 1947–1955: Buttle socken
2. ↑  ”Folkmängden per distrikt, landskap, landsdel eller riket efter kön. År 2015 - 2022”. Statistikdatabasen. Statistiska centralbyrån. http://www.statistikdatabasen.scb.se/pxweb/sv/ssd/START__BE__BE0101__BE0101A/FolkmangdDistrikt/. Läst 23 april 2023.
3. ↑  Harlén, Hans; Harlén Eivy (2003). Sverige från A till Ö: geografisk-historisk uppslagsbok. Stockholm: Kommentus. Libris 9337075. ISBN 91-7345-139-8
4. ↑  ”Församlingar”. Statistiska centralbyrån. https://www.scb.se/hitta-statistik/regional-statistik-och-kartor/regionala-indelningar/forsamlingar/. Läst 30 december 2022.
5. ↑  Administrativ historik för Buttle socken (Klicka på församlingsposten). Källa: Nationella arkivdatabasen, Riksarkivet.
6. ↑  Om Gotlands båtsmanskompani
7. 1 2  Sjögren, Otto (1931). Sverige geografisk beskrivning del 2 Östergötlands, Jönköpings, Kronobergs, Kalmar och Gotlands län. Stockholm: Wahlström & Widstrand. Libris 9939
8. 1 2 3  Nationalencyklopedin
9. ↑  Förteckning över slipskåror
10. ↑  Fornlämningar, Statens historiska museum: Buttle socken
11. ↑  Fornminnesregistret, Riksantikvarieämbetet: Buttle socken Fornminnen i socknen erhålls på kartan genom att skriva in sockennamn (utan "socken") i "Ange geografiskt område"
12. ↑  Mats Wahlberg, red (2003). Svenskt ortnamnslexikon. Uppsala: Institutet för språk och folkminnen. Libris 8998039. ISBN 91-7229-020-X. https://isof.diva-portal.org/smash/get/diva2:1175717/FULLTEXT02.pdf